# STS–26
Az STS–26 jelű küldetés az amerikai űrrepülőgép-program 26., a Discovery űrrepülőgép 7. repülése.

## Jellemzői
A beépített kanadai Canadarm (RMS) manipulátor kart 50 méter kinyúlást biztosított (műholdak indítás/elfogása, külső munkák [kutatás, szerelések], hővédőpajzs külső ellenőrzése) a műszaki szolgálat teljesítéséhez. A Challenger-katasztrófa utáni első Space Shuttle repülés. A NASA az STS–9 óta először használta az eredeti STS számjelzést. Az STS–4 küldetés óta pedig először voltak űrszkafanderben (új fejlesztés) az űrhajósok indításkor és leszálláskor. Az Apollo–11 óta az első repülés, amikor veterán legénység (már szolgáltak a világűrben) hajtotta végre küldetését.

### Első nap
1988. szeptember 29-én a szilárd hajtóanyagú gyorsítórakéták, Solid Rocket Booster(SRB) segítségével Floridából, a Cape Canaveral (KSC) Kennedy Űrközpontból, a LC39–B (LC – Launch Complex) jelű indítóállványról emelkedett a magasba. Az orbitális pályája 90,6 perces, 28,5 fokos hajlásszögű, elliptikus pálya perigeuma 301 kilométer, az apogeuma 306 kilométer volt. Felszálló tömeg indításkor 115 487 kilogramm, leszálló tömeg 88 078 kilogramm. Szállított hasznos teher felszálláskor/leszállásnál 21 082 kilogramm
Az űrrepülőgépen mintegy 100 változtatást hajtottak végre, főbb módosítások:
1. Fék fejlesztés csökkenti a gumiabroncs sérülését. Abroncsnyomás-ellenőrző és csúszásgátló került beépítésre.
2. Vészhelyzetbeli elválasztás érdekében nagyobb rést alkalmaztak a hordozó eszköz és az űrrepülőgép között.
3. A motorok ellenőrzésére szabályzót építettek, ami automatikusan kikapcsol bármilyen égési instabilitásra.
4. Javították az űreszköz alsó felületének hőterhelését – Thermal Protection System (TPS).
5. Üzemanyag ellátási hiba esetére elektromos reteszelési rendszert építettek.
6. Az űrbeli manőverező rendszert javították, hogy a hajtógáz ne szivárogjon el.
7. A leszálló mentés érdekében új pirotechnikai ajtónyitót építettek, hogy a legénység ejtőernyőjével gyorsan elhagyja a gépet (plusz mentőajtó beépítése).

Az első űrrepülőgép, amelyen emberi beszédet értő számítógépet (kísérleti példány, 40%-os beszédfelismerést produkált a világűrben. A földi sablonhangok, a világűrben megváltozva nem tükröződtek vissza.), Voice Control Unit (VCU) alkalmaztak. Ez a rendszer ellenőrizte a kamerákat, a monitorokat, a rakteret, a Canadarm manipulátor kar működését. Gyakorolták az új űrruha alkalmazását (felvétel, mozgások, műveletek, levétel). Kipróbálták a menekülési lehetőséget.

## Hasznos teher
1. A 3M Company Physical Vapor (PVTOS) kísérletében kristályos struktúrák optikai, elektromos és kémiai tulajdonságainak vizsgálatát végezték.
2. Protein Crystal Growth (PCG) – gyógyszeripari, biotechnológiai és agrokémiai kísérletek.
3. Infravörös kommunikáció Flight Experiment (IRCFE)
4. Vörösvértestek kísérlete (ARC) – szívbetegség, cukorbetegség és rák gyógyítása érdekében.
5. Izoelektromos fókuszálással fehérjék szétválasztása (IFE)
6. Mezőskálás Lightning Experiment (MLE) – villámok keletkezésének vizsgálata, gyors kamerák alkalmazásával.
7. Phase particionálás Experiment (PPE) – biotechnológiai és orvosbiológiai kísérletek.
8. Föld – Limb Radiance Experiment (ELRAD) – fényképekkel rögzíteni a Földközeli napkeltét, napnyugtát.
9. Automatizálva irányított szilárdító kemence (ADSF) – mikrogravitációs környezeteben fémötvözetek (mangán, bizmut) készítése (olvasztás, szilárdítás).
10. Két iskola bevonását segítő program (SSIP).
11. Voice Control Unit teszt és értékelés (VCU) – rádiófrekvenciás hullámok vizsgálata.
12. Autonóm Támogató Rendszer Műszerek (OASIS) – az űrrepülőgépen végzett összes művelet rögzítése – 101 érzékelő (hőmérséklet, nyomás  rezgés, hang, gyorsulás, stressz állapot és a törzsre ható tényezők jelzései).

### Műhold
A tehertérben rögzített kommunikációs műholdat 6 órával az űrrepülőgép stabilizálása után a Canadarm (RMS) manipulátor kar segítségével pályairányba állították. A műhold pályairányba állítását követően az űrrepülőgép 13-16 kilométerre eltávolodott. A műholdat a 60 perc múlva, automatikusan induló PAM–D főmotor sikeresen geostacionárius pályába emelte.

#### TDRS–3
Az első TDRS–1 (Tracking and Data Relay Satellite) adattovábbító műholdat az STS–6 űrrepülőgép legénysége helyezte pályairányba. A TDRS–2 nem került (Challenger-katasztrófa) alkalmazásba.
Gyártotta a Thompson – Ramo – Woolridge (TRW). Üzemeltette a NASA Goddard Contel Space Flight Center (GSFC). Megnevezései: TDRS–3; TDRS–C. Kódjele: SSC 19548. Háromtengelyesen stabilizált műhold, hatszögletű alakú, magassága 6 méter, keresztirányú mérete 3 méter, a napelemek fesztávolsága 17,4 méter. Éjszakai (földárnyék) energiaellátását 2 darab NiCd akkumulátorok biztosították. Antennái Space Ground Link (SGL), átmérője 2 méter. 2 darab független jelfogó parabolaantenna Single Access (SA) átmérője 4,9 méter, fesztávolsága 13,7 méter. Multiple Access (MA) elektronikusan vezérelt speciális, spirális antenna. Körsugárzó antenna, Ku-sáv antenna, egy kis C antenna. Pályakorrekciókat gázfúvókák biztosították. Az orbitális egység pályája 1436 perces, 58 fokos hajlásszögű, geoszinkron pálya perigeuma 35 771 kilométer, az apogeuma 35 803 kilométer volt. Hasznos tömege 2120 kilogramm. Várható élettartama 10 év (2009. január 27-én befejezte aktív szolgálatát.
Előző műhold a TDRS–1 (1983 – 026b), következő műhold TDR–4 (1989 – 021b) .

#### Negyedik nap
1988. október 3-án Kaliforniában az Edwards légitámaszponton (AFB) szállt le. Összesen 4 napot, 1 órát, 00 percet és 11 másodpercet töltött a világűrben. 2 703 000 kilométert (1 680 000 mérföldet) repült, 64 alkalommal kerülte meg a Földet. Egy különlegesen kialakított Boeing 747 tetején visszatért kiinduló bázisára.

## Személyzet
(zárójelben a repülések száma az STS–26-tal együtt)
- Frederick Hauck (3), parancsnok
- Richard Covey (2), pilóta
- John Lounge (2), küldetésfelelős
- George Nelson (2), küldetésfelelős
- David Hilmers (2), küldetésfelelős

### Visszatérő személyzet
- Frederick Hamilton Hauck (3), parancsnok
- Richard Oswalt Covey (2), pilóta
- John Michael Lounge (2), küldetésfelelős
- George Driver Nelson (2), küldetésfelelős
- David Carl Hilmers (2), küldetésfelelős